# Säyneinen
Säyneinen est une ancienne ville de la région de Savonie du Nord en Finlande.

## Présentation
Elle devient indépendante de la paroisse de Kaavi en 1924 et est incorporée à la municipalité de Juankoski en 1971. 
Depuis début 2017, Säineinen est le 71ème quartier de Kuopio.